# Parascolopsis
Parascolopsis là một chi cá biển thuộc họ Cá lượng. Chi này được lập bởi Boulenger vào năm 1901.

## Từ nguyên
Tên chi được ghép bởi tiền tố παρα trong tiếng Hy Lạp cổ đại (nghĩa là "gần") và Scolopsis, tên của một chi cá lượng khác, hàm ý rằng cả hai chi khá tương đồng về mặt hình thái, nhưng Parascolopsis không có ngạnh dưới ổ mắt.

## Các loài
Hiện tại, có 13 loài được ghi nhận trong chi này, bao gồm:
- Parascolopsis akatamae Miyamoto, McMahan & Kaneko, 2020[3]
- Parascolopsis aspinosa (M. Rao & S. Rao, 1981)
- Parascolopsis baranesi Russell & Golani, 1993
- Parascolopsis boesemani (M. Rao & S. Rao, 1981)
- Parascolopsis capitinis Russell, 1996
- Parascolopsis eriomma (Jordan & Richardson, 1909)[3]
- Parascolopsis inermis (Temminck & Schlegel, 1843)
- Parascolopsis melanophrys Russell & Chin, 1996
- Parascolopsis qantasi Russell & Gloerfelt-Tarp, 1984
- Parascolopsis rufomaculata Russell, 1986
- Parascolopsis tanyactis Russell, 1986
- Parascolopsis tosensis (Kamohara, 1938)
- Parascolopsis townsendi Boulenger, 1901

Hung và cộng sự (2017) cho thấy có 3 dòng di truyền riêng biệt trong các mẫu vật được cho là P. inermis.

## Môi trường sống
Tất cả các loài Parascolopsis đều được tìm thấy ở vùng nước khá sâu (lên đến vài trăm mét).

## Sử dụng
Hầu hết các loài Parascolopsis chỉ được xem là sản lượng không mong muốn, thường được bán ở các chợ cá địa phương.